# Campylocheta inepta
Campylocheta inepta är en tvåvingeart som först beskrevs av Johann Wilhelm Meigen 1824.  Campylocheta inepta ingår i släktet Campylocheta och familjen parasitflugor. Arten är reproducerande i Sverige. Inga underarter finns listade i Catalogue of Life.